# BMW X5 (E53)
BMW E53 — перше покоління BMW X5, яке випускалось з 1999 по 2006 рік.

## Опис

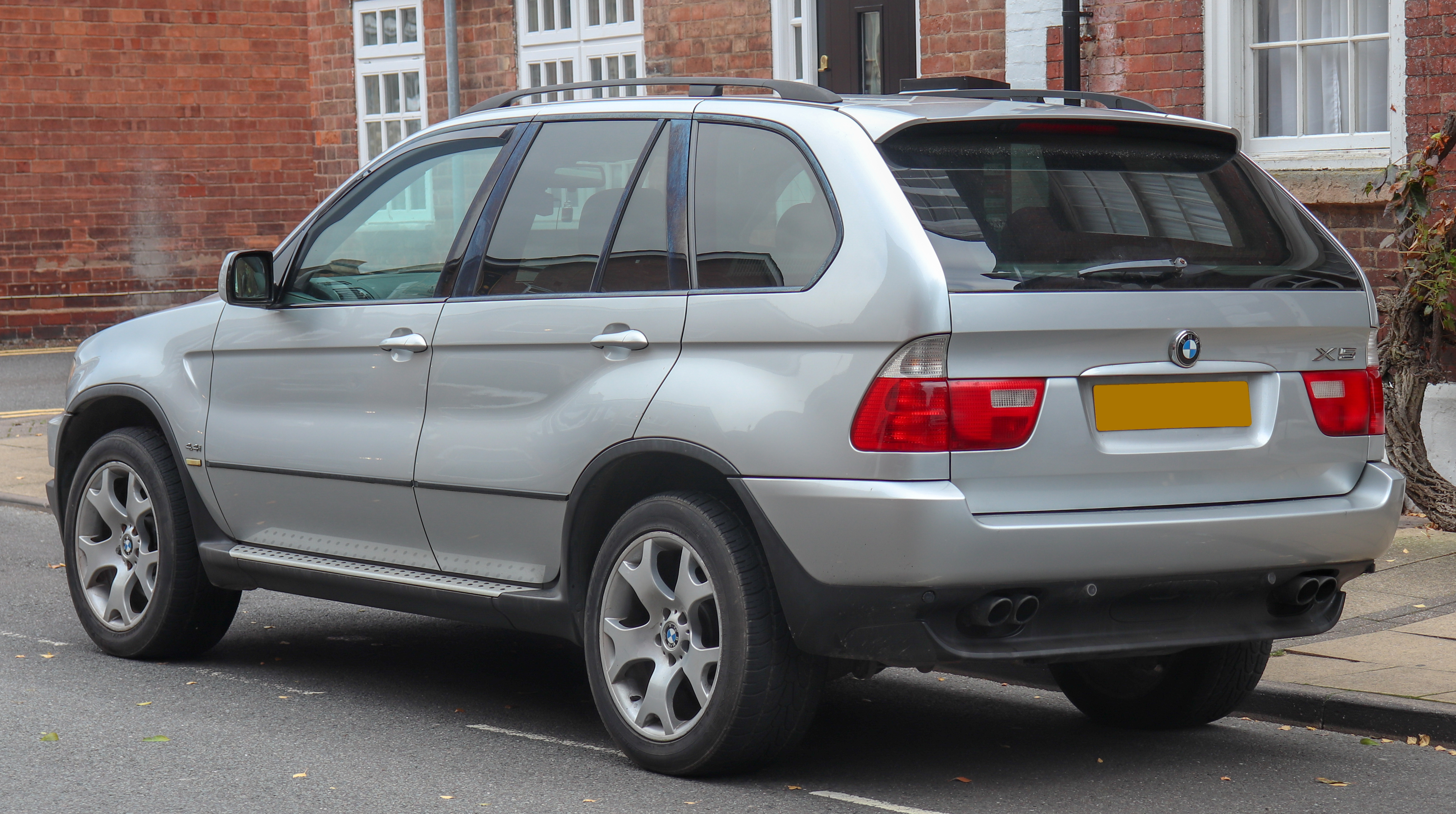
BMW X5 (1999–2003)

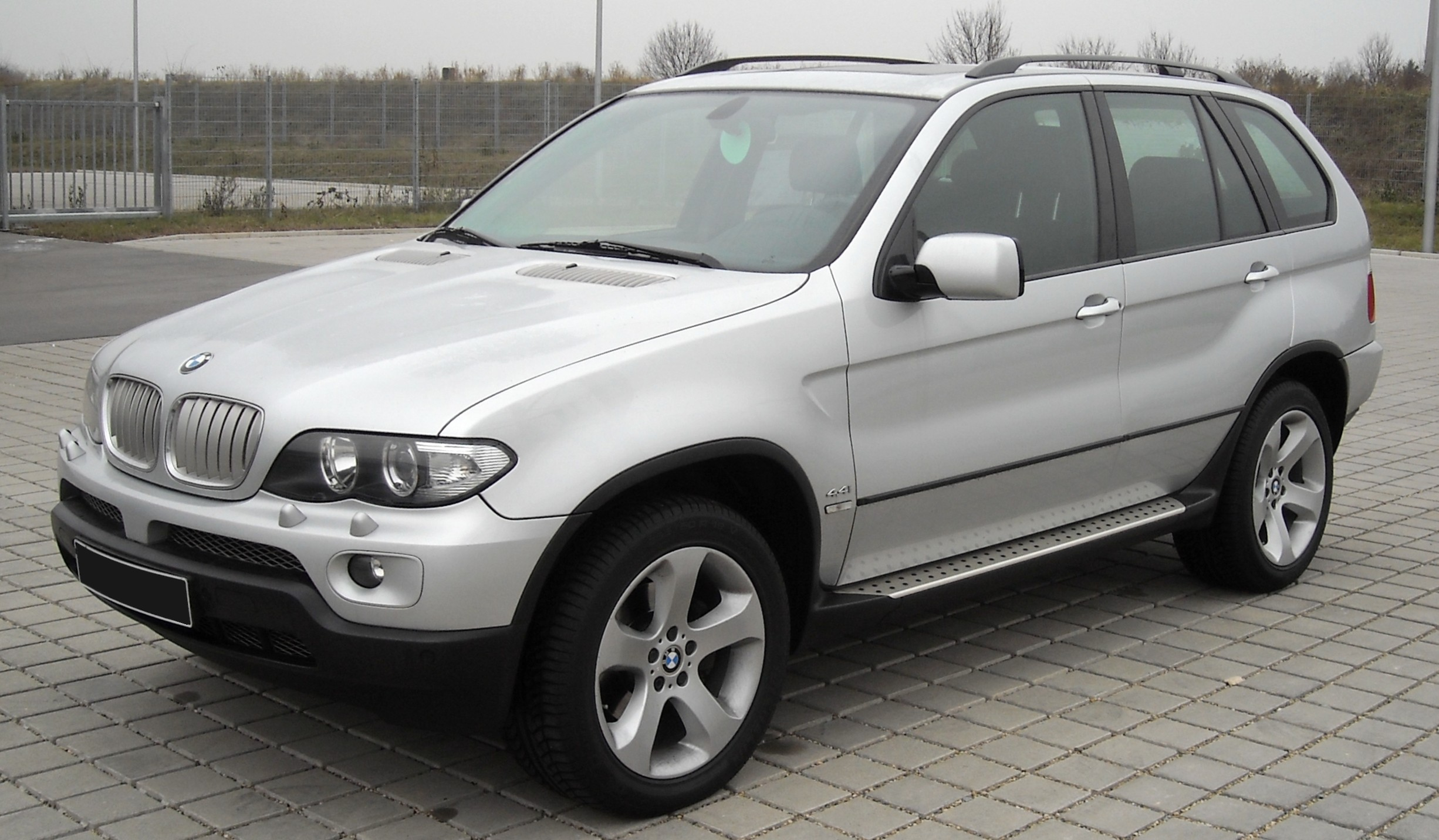
BMW X5 (2003–2006)

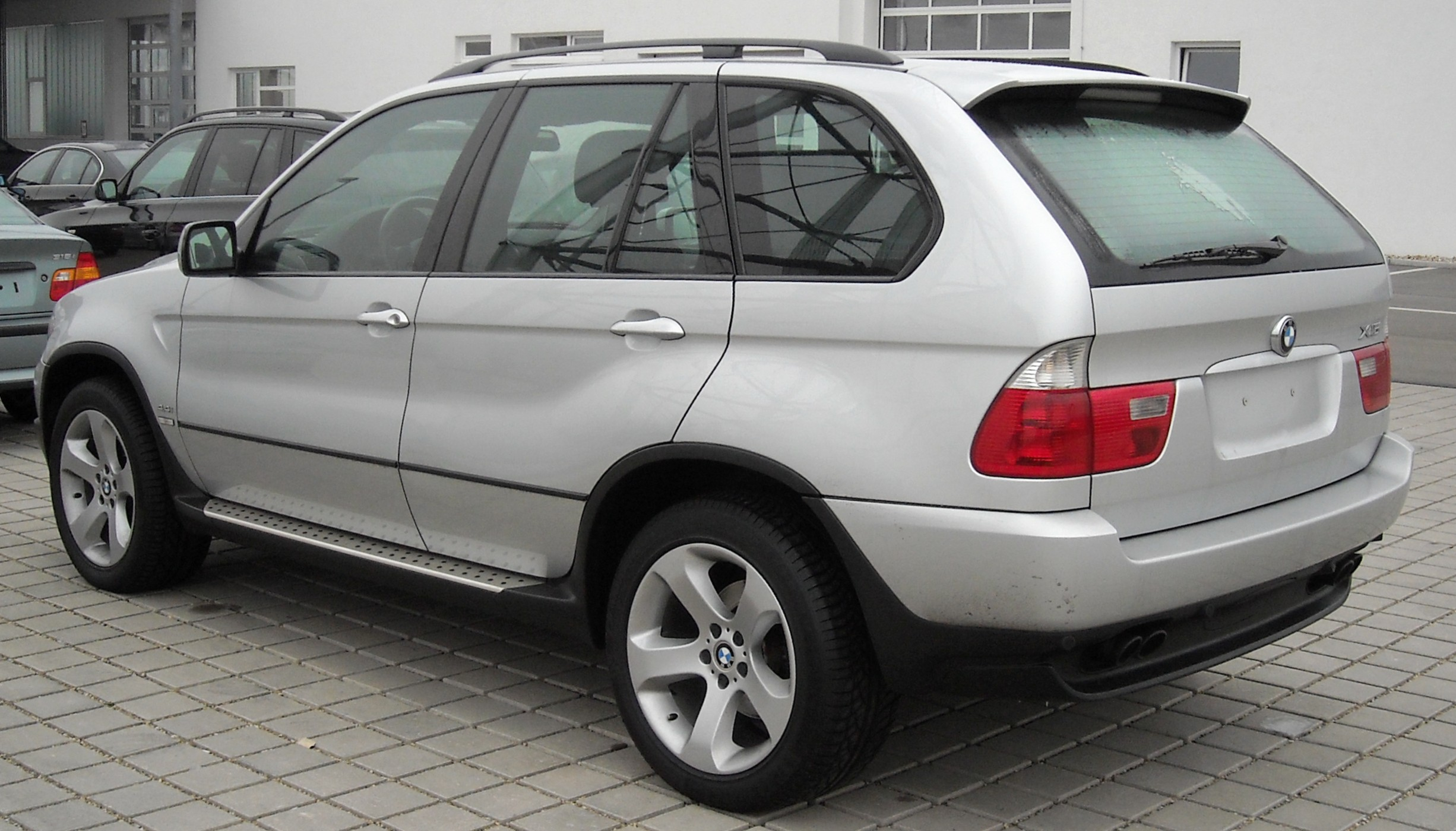
BMW X5 (2003–2006)

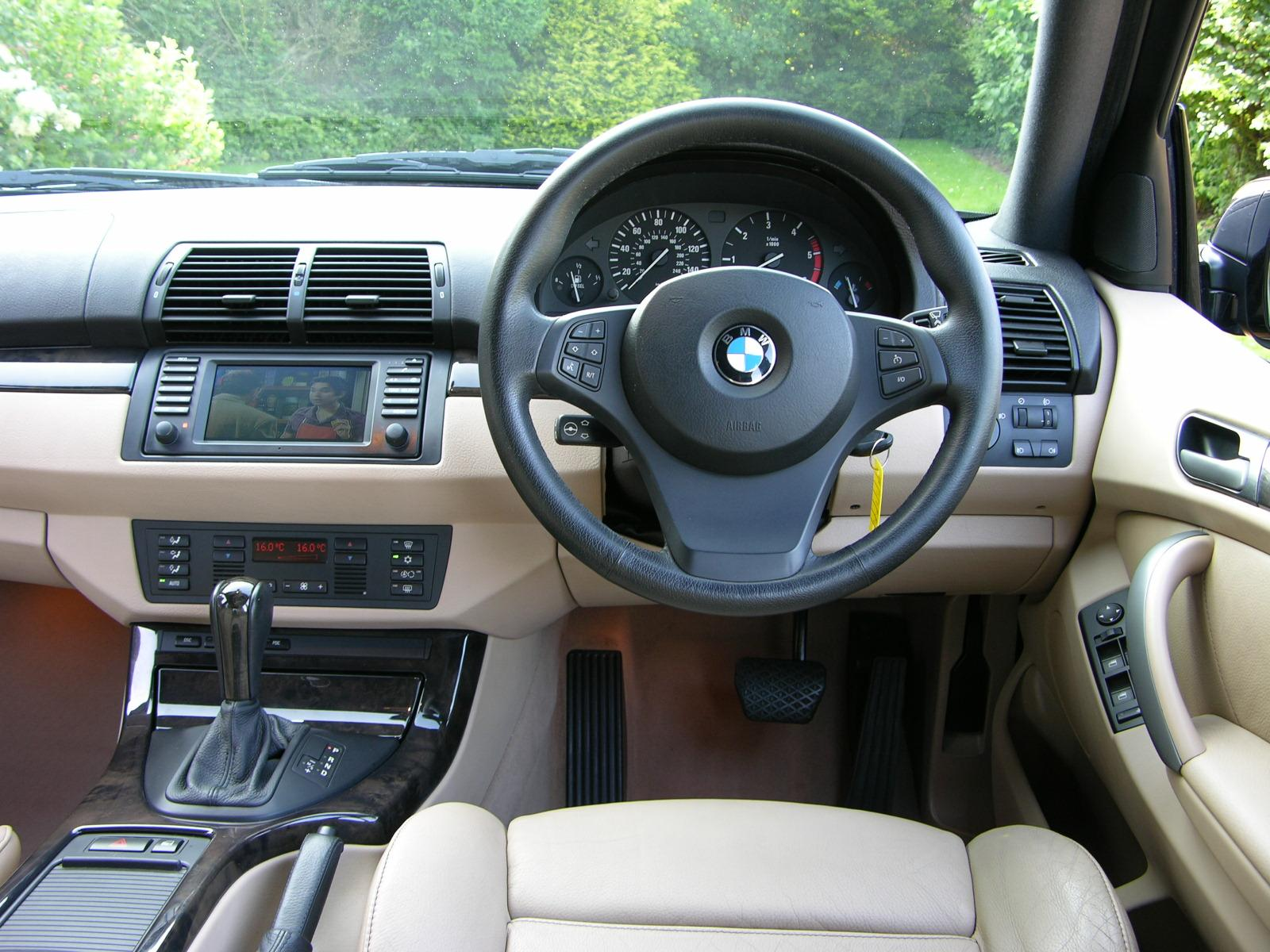
BMW X5

В кінці 1999 року X5 з'явився у продажу на американському ринку, а на початку 2000 року — і на європейському (кузов E53). BMW Х5 E53 був розроблений в той час, коли BMW Group вже належав бренд Land Rover і як такий він має багато спільних компонентів і конструкцію з Range Rover L322, зокрема систему Hill Descent і Off Road, а також двигуни і електронні системи від BMW E39. На відміну від Range Rover, перший X5 був розроблений в якості спортивного автомобіля, і його позашляхові можливості значні менше ніж у Land Rover.
Спочатку він оснащувався тільки 4,4 л двигуном, який відрізняється непоганою «економічністю» — у змішаному циклі 13,9 л на 100 км. Але потім до неї додалася модель з новітнім рядним 6-циліндровим двигуном робочим об'ємом 3,0 л, створеного на основі 2,8-літрового агрегату. Хід поршня збільшений з 84 до 89,6 мм. Потужність зросла майже на 20% — з 193 до 231 к.с.
У 2000 році на Женевському автосалоні представили експериментальну модель — суперпозашляховик X5 «Le Mans». Щоб наочно продемонструвати межі можливостей свого джипу на асфальті, конструктори помістили під його капот V12 від гоночного боліда, що виступав на гонках в Ле-Мані. Двигун розвиває 700 к.с., притому шасі залишилося практично без змін. Тільки кузов сидить на три сантиметри нижче «+» пожорсткішала підвіска. Все це необхідно, оскільки максимальна швидкість автомобіля досягає 278 км/год. Якщо зовні автомобіль дуже схожий на серійну модель, метаморфози інтер'єру радикальні. У глибоких анатомічних кріслах сидять навіть задні пасажири. Навколо холодно відсвічує полірований алюміній. З нього виготовлене навіть кермо. Проте, купити X5 «Le Mans» не можна, бо його створено в єдиному екземплярі… Однак після вдалої прем'єри було прийнято рішення про виробництво іншого Х5.
Новинкою автосалону у Детройті 2001 року став «заряджений» позашляховик X5 4.6is або X5 HP, який оснащений новітнім 4,6-літровим двигуном V8, потужність якого рівна 347 к.с., а обертаючий момент становить 354 Нм. Зовні новий X5 відрізнявся від серійного агресивнішим виглядом. У базовій версії ця модель оснащувалася 20-дюймовими 5-спицевими дисками і гумою: 275/40 спереду та 315/35 ззаду, а також 5-діапазонною автоматичною коробкою передач Steptronic. Початок випуску нового X5 HP розпочався восени 2001 року. А сам він почав представлятися як найшвидший у світі серійний позашляховик.

## Результати з Краш-Тесту
| Зірки в Euro NCAP з Краш-тесту |

### Двигуни
Бензинові:
- 3.0 л M54 I6 231 к.с. 300 Нм
- 4.4 л M62 V8 286 к.с. 440 Нм
- 4.4 л N62 V8 320 к.с. 440 Нм
- 4.6 л M62 V8 347 к.с. 480 Нм
- 4.8 л N62 V8 360 к.с. 500 Нм

Дизельні:
- 3.0 л M57 I6 184 к.с. 410 Нм
- 3.0 л M57 I6 218 к.с. 500 Нм

## Зноски
1. ↑  BMW X5. Архів оригіналу за 17 лютого 2020. Процитовано 19 квітня 2022.
2. ↑  Crash-Test BMW X5 (Modell 2000-2007)[недоступне посилання з червня 2019] (ADAC 2/2003)